# Svanninge Bakker
 Ikke at forveksle med Svanninge Bjerge.
Svanninge Bakker er et bakket område på omkring 280 ha, med åbne arealer, skov, udsigter, vandhuller m.m., beliggende mellem Faaborg og Arreskov Sø i Faaborg-Midtfyn Kommune. Området er den sydvestlige del af, og omtales ofte synonymt med "De fynske alper". Det er sandede bakker, der indtil omkring 1900 lå hen som hede og krat. I 1883 begyndte man en tilplantning for at dæmpe sandflugten, og i årene fra 1900-1910 blev store arealer tilplantet.

## Historie
Grundlæggeren af Faaborg Museum, direktør Mads Rasmussen, erhvervede i 1910 et område af Svanninge Bakker, og forsøgte at bevare det åbne landskab i området. Det har lige siden været et populært udflugtsmål, hvor der både var campingplads, en pavillon (nedrevet 1977), restaurant mv., og hvor der blev afholdt Sankt Hans-fester, politiske møder og andet; I 1935 byggede Jens Andersen, som da ejede arealet, et udsigtstårn, hvor man i dag i 5 etager kan se en udstilling om Svanninge Bakkers natur- og kulturhistorie.

## Fredninger
I 1953 blev 17 ha fredet omkring bakken Tyveknap, og senere har både Fåborg Kommune, det tidligere Fyns Amt og Staten købt store arealer i området, som sikrer at resterne af det oprindelige varierede naturlandskab bliver bevaret. Ligeledes har Bikubenfonden i 2005 købt den nærliggende Stensgård Skov og i 2006 Knagelbjerg Skov, og har med købet af Sandbjerggård i 2008 i alt 475 ha, som skal indgå i deres projekt med at skabe et ”Nationalt natur- og landskabshistorisk Monument”; De har givet deres del af området navnet Svanninge Bjerge. 
Omkring 1900 var Svanninge Bakker et yndet sted at finde motiver, for de kunstnere der nu betegnes som Fynboerne; Et kendt værk med motiv herfra er Fritz Sybergs hovedværk "Aftenleg i Svanninge Bakker" fra 1900.